# Споднє Ярше
Споднє Ярше (словен. Spodnje Jarše) — поселення в общині Домжале, Осреднєсловенський регіон, Словенія. 
Висота над рівнем моря: 309 м.